# Pescosolido
Pescosolido (Pesc'tësòllërë in dialetto locale) è un comune italiano di 1 386 abitanti della provincia di Frosinone situato al confine del Lazio con la regione Abruzzo.

## Geografia fisica

### Territorio
Il paese di Pescosolido è ad un'altitudine di circa 650 m sul livello del mare alle pendici del lungo massiccio calcareo di Serra Lunga compreso nell’Appennino Abruzzese e che funge da spartiacque fra il bacino del Liri e quello del Fucino. Si estende tra la valle del Liri e la valle di Comino, fra la piana di Sora e le prime propaggini dei monti del Parco Nazionale d'Abruzzo.
Il territorio comunale è attraversato dalla piccola catena montuosa della Serra Lunga, che raggiunge i 2.003 m del monte Cornacchia, e presenta alcune sorgenti che alimentano il lago di Posta Fibreno.

### Clima
Classificazione climatica: zona E, 2346 GR/G

## Origini del nome
Il nome deriva dalla lingua osca: "pesclum" (roccia) e "sodolum" (solida).

## Storia
Notizie certe di Pescosolido si hanno ad iniziare dalla metà del IX secolo e fin da principio il paese risulta profondamente legato alla storia di Sora.
852
risulta sotto la signoria di Pandone, figlio del Conte Landone I di Capua. Nelle cronache cassinesi troviamo che mons. Piazzoli descrive la ripetuta distruzione del paese ad opera di orde barbariche fra cui i Longobardi.
851
con la suddivisione del ducato di Benevento, Pescosolido fa parte del ducato di Spoleto sotto cui rimane fino al
953
quando Berengario II d'Ivrea (966), re d'Italia, la dona a Pandolfo Testadiferro (981) principe di Capua.
1000
come riferisce mons. Piazzoli, Pescosolido si ripopola di gente fuggita da Sora in attesa della fine del mondo.
1049 e 1051
i feudatari di Benevento offrono la Signoria della città di Sora a Papa Leone IX (1002-1054).
1064
i normanni occupano tutta la Terra di Lavoro sottraendola ai Conti d'Aquino.
1099
i figli di Gerardo, nipote del Conte Ranieri gastaldo di Sora, riescono a rioccupare le terre perdute.
1103
i Normanni si prendono la rivincita su Sora incendiandola; non si sa se la stessa sorte sia toccata a Pescosolido.
1137, il 22 settembre
Lotario II re d'Italia (1065-1137),  dona a Montecassino i principali castelli di Sora tra cui Pescosolido.
1139
l’esercito di Ruggiero I di Sicilia (1095-1154), sconfigge in Campania l’esercito di Papa Innocenzo II occupando Sora ed i suoi castelli e così Pescosolido entra fra i possedimenti di Ruggiero I.
1159, (ottobre)
come mons. Piazzoli racconta nella sua monografia su Pescosolido, il centro abitato di Pescosolido viene distrutto per ordine di Simone, che tre anni prima ha distrutto Sora.
1167
sotto il regno di Guglielmo II (1153-1189) re di Sicilia, Pescosolido è donata a Simone (figlio dello stesso che l'aveva distrutta)
1193
l'imperatore Enrico VI di Svevia (1165-1197), assoggetta la contea di Sora compreso Pescosolido. Alla sua morte Pescosolido e l’intera contea, sotto la guida di Corrado di Marlenheim, sarebbe dovuta passare al Papa Innocenzo III (1161 -1216), ma fra questi e Corrado sorgono alcuni dissensi e così nel
1201
il papa invia un esercito al comando di Alfonso di Fossanova, che s'impadronisce di Sora, Brocco e Pescosolido togliendoli a Corrado.
1211
Innocenzo III, nell’Abbazia di Fossanova (Priverno), crea conte di Sora il fratello Riccardo
1215
conferma di Federico II (1194-1250), che concede alla Santa Romana chiesa il dominio anche su Pescosolido ed altri paesi col diploma dato a Spira (Germania): "Fridericus… dilecto suo Richardo comite Sorano, omne ius quod habemus in civitate Sorana et Pesclo-Solido concessimus baronia s.r. ecclesia "   (Federico re… al diletto suo Riccardo conte Sorano, ogni diritto che abbiamo nella città di Sora… e Pescosolido l'abbiamo concesso in baronia di Santa Romana Chiesa). Però lo stesso Federico II, nel
1221
per contrastare l’eccessiva potenza dei baroni Napoletani ritratta tutto ciò che aveva concesso col diploma di Spira.
1229
l'esercito del Pontefice sottomette di nuovo la contea di Sora con Pescosolido. Federico II reagisce e immediatamente rioccupa tutti i territori persi e il 3 ottobre, per dare un esempio, rade al suolo Sora, risparmia Isola e Isoletta, ma ordina invece a Stefano De Anglone, giustiziere di Terra di lavoro, di dare alle fiamme Pescosolido e Brocco costringendo gli abitanti ad emigrare. Riccardo di San Germano nella sua Rerum per orbem gestarum(1189-1243), così dice: "Imperator mense novembre (1229) per insulam filiorum Petri redit Aquinum… Stephanus de Anglone terrae Laboris iustitiarius imperatore mandante, utramque insulam Petri recepit et custodiri facit ad opus imperatoris Broccum et Pesclum Sodolum destrui et comburi fecit, illorum cogens incolas ad loca alia demigrare" ("Stefano de Anglone giustiziere della Terra di Lavoro, con l'ordine dell'imperatore riceve l'una e l'altra isola dei figli di Pietro e la fa custodire sotto il potere dell'imperatore; fa distruggere e bruciare Brocco e Pesclosodolo. L'imperatore infatti ritiene che Pescosolido, Brocco e Sora hanno appoggiato il Pontefice Innocenzo III con eccessivo calore. Più di quattrocento Pescosolidani, privati di ogni loro bene, devono trasferirsi altrove."
1254
il Regno di Napoli, per ordine di papa Innocenzo IV, passa alla Santa Romana Chiesa e, di conseguenza, Pescosolido è ricostruito divenendo feudo della casa D'Aquino.
1266
dopo la Battaglia di Benevento (1266), Carlo I d'Angiò, re di Napoli (1226- 1285), nomina conte di Sora Giacomo dei Cantelmi, una famiglia venuta dalla Francia.
1292
Carlo II d'Angiò (1254-1309) rinnova tale privilegio e Pescosolido rimane per quasi un secolo sotto la famiglia dei Cantelmi.
1349
poco più di cento anni dalla distruzione fatta da Federico II un terribile terremoto rade di nuovo al suolo il paese.
1448
Berardo Gaspare Marchese d'Aquino e di Pescara, conte di Loreto riceve in feudo Pescosolido da Alfonso V d'Aragona (1432-1481), re di Napoli. Il re Ferdinando I d'Aragona (1452-1516) conferma tale nomina nel
1472
in una scrittura, risulta infatti Beatrice Gaetani della casa d'Aquino (moglie di Berardo Gaspare), Marchesa di Pescara, Baronessa di Roccasecca, Pescosolido e Castrocielo.
1494
Carlo VIII (1470-1498), re di Francia nel rivendicare i suoi diritti sul regno di Napoli toglie la baronia di Pescosolido ai d'Avalos fedeli alla casa d'Aragona. Però Carlo VIII trova una accanita resistenza che favorisce il ritorno degli aragonesi i quali donano subito Sora e molti altri paesi ai Della Rovere, ma la baronia di Pescosolido torna ai d'Avalos. Sono stati espressi dubbi in proposito anche se, in una scrittura del 1517, parlando di una riforma dello Statuto di Pescosolido, si descrive una riunione a cui parteciparono la regina Giovanna di Spagna, il Marchese d'Aquino, Fernando Francesco d'Avalos e Vittoria Colonna. Il che dimostrerebbe che Pescosolido non passò ai Della Rovere, ma rimase alla casa d'Avalos.
1519
Pescosolido passa al regio fisco sotto Guglielmo di Croÿ
1529
conclusa la Pace di Barcellona fra Papa Clemente VII (Medici) e Carlo V, questi reintegra Francesco Maria I Della Rovere nel ducato sorano che comprendeva allora anche Pescosolido. Dopo la sua morte
1536
gli succede il figlio card. Giulio della Rovere che nel
1538
ne fa rinunzia a favore del fratello Guidobaldo II Della Rovere, duca di Urbino al quale nel
1573
succede Francesco Maria II Della Rovere che nel
1580
vende lo Stato Feudale di Sora e di Arce a Jacopo Boncompagni.
1582
Alfonso Felice d'Avalos vende liberamente a Giacomo Boncompagni di Sora lo Stato di Aquino e quindi Pescosolido torna a far parte del ducato di Sora.
Infine Papa Gregorio VIII (1572-1585) concede Pescosolido e tutti i paesi del ducato di Sora a Gregorio Boncompagni, II duca di Sora figlio di Giacomo e di Costanza Sforza di Santa Fiora che, sposato nel 1631 a Ippolita Ludovisi, riunisce così anche l'eredità della famiglia Ludovisi di Bologna.
1655
Dai registri parrocchiali si apprende che la duchessa di Sora Eleonora Zappati Boncompagni donò alla parrocchia di Pescosolido, la chiesa di San Giacomo di sua proprietà. L'ultimo duca di Sora Antonio II Boncompagni, il 31-08-1796 vendette il ducato di Sora e la Baronia di Pescosolido al Regno delle Due Sicilie senza però il titolo di duca che restò alla casa Boncompagni Ludovisi.
1806 il 13 agosto,
Giuseppe Bonaparte (1768-1844) promulga l’Eversione della feudalità sopprimendo tutti i feudi dell'Italia Meridionale. In contemporanea i Borboni favoriscono il fenomeno del brigantaggio che si protrae fino all'avvento del governo italiano. Pescosolido non è risparmiato da omicidi, atti di violenza e ladrocini da parte del famigerato Mammone e della sua banda.
1860 il 9 dicembre,
i soldati dell’esercito italiano entrano in paese ed issano la bandiera tricolore al balcone comunale. Per i pescosolidani si apre uno spiraglio di tranquillità, però del tutto irrisorio perché il brigantaggio, lautamente finanziato dalla corte borbonica in esilio a Roma, riprende con il brigante Luigi Alonzi detto Chiavone, che ha uno dei suoi rifugi a “Campo di Grano”, località di Pescosolido ai piedi del monte Cornacchia.
1862, il 7 giugno,
Chiavone con la sua banda saccheggia ferocemente Pescosolido fuggendo poi per il Parco Nazionale d'Abruzzo a Castel di Sangro, che saccheggia dieci giorni dopo.
1862 il 28 giugno,
Chiavone viene preso e fucilato in un posto imprecisato della boscaglia di Valle D'Inferno a Trisulti. Alcuni dei suoi accoliti, i più accesi, continuano a vessare la popolazione.
I vecchi ricordano Chiavone come il flagello della zona. Anche per questo la vita paesana, condizionata dai tristi eventi del tempo, si trascorre in casa e si dimora poco in campagna.
Il 13 gennaio 1915, alle 7:35, un violento terremoto, ricordato in seguito come terremoto della Marsica del 1915, colpisce il paese distruggendolo quasi completamente e procurando 132 morti. Gli abitanti sconvolti cominciano da subito a scavare fra le macerie nel tentativo di salvare i compaesani travolti e ben presto arrivano aiuti insperati
I primi sono gli abitanti di Campoli Appennino che, dimenticati i vecchi campanilismi, portano attraverso sentieri impervi ogni sorta di aiuto. Per molti anni i superstiti del disastro tramandarono ai posteri questo atto di generosità. La mattina del 18 gennaio, Vittorio Emanuele III di Savoia visita Pescosolido.
Dal 1915 al 1918 anche Pescosolido versa il suo contributo alla guerra: 27 caduti e 1 disperso i cui nomi sono elencati nel locale monumento ai caduti.
Sempre nel 1918 Pescosolido viene colpito dalla Influenza spagnola che procura ulteriori morti.
Il paese paga il suo tributo alla Seconda guerra mondiale che provoca 8 caduti, di cui 3 civili, e 9 dispersi ed è pienamente coinvolto nel suo periodo finale.
La sera dell’8 settembre 1943 le campane del paese suonarono a lungo per festeggiare la firma dell’armistizio e la fine della guerra. Ma l’alba del 9 ottobre recò il tragico annuncio che la guerra continuava: giunsero 250 tedeschi che occuparono le principali abitazioni del paese per alloggiarvi. Pescosolido era stato eletto a luogo di smistamento di truppe per il fronte di Cassino. Erano tedeschi austriaci, cattolici (a Natale cantarono anche in chiesa) e quindi non incutevano tanto timore. Il territorio del comune era spesso soggetta ai raid dell’aviazione inglese intesi a colpire gli automezzi tedeschi in movimento. Ed inoltre c’erano continui rastrellamenti nei confronti degli uomini abili al lavoro per impiegarli a scavare le trincee del vicino fronte.
Sessant'anni fa la popolazione si avvicinava ai 3.000 abitanti, ma nel 1950 molti giovani sono emigrati in Australia, Canada e Stati Uniti per cercare un lavoro. Pochi di loro sono tornati, ed è per questo che la popolazione di Pescosolido ai giorni nostri è poco numerosa.
1505 nel 2020.

### Simboli
Lo stemma del comune di Pescosolido è stato concesso con decreto del presidente della Repubblica del 15 luglio 2004.
Il gonfalone è un drappo di bianco con la bordatura di verde.

## Monumenti e luoghi d'interesse

### Architetture religiose
- Chiesa dei Santi Giovanni Battista ed Evangelista
- Chiesetta di San Rocco (con facciata in pietra)
- Chiesa della Madonna della Neve
- Chiesa di San Pantaleone
- Chiesa Maria ss.ma di Pompei in località Forcella
- Chiesa Madonna de La Salette in località Valpara

### Architetture civili
- Palazzo del comune
- Palazzo Cianfarani Isola

### Aree naturali
- Parco nazionale d'Abruzzo, Lazio e Molise
- Vallone di Lacerno

## Società

### Popolazione e demografia
Abitanti censiti

### Religione
La popolazione professa per la maggior parte la religione cattolica nell'ambito della diocesi di Sora-Cassino-Aquino-Pontecorvo

## Economia
Di seguito la tabella storica elaborata dall'Istat a tema Unità locali, intesa come numero di imprese attive, ed addetti, intesi come numero di addetti delle imprese locali attive (valori medi annui).
|             | 2015                  |                              |                            |                |                       |                     | 2014                  |                | 2013                  |                |
| ----------- | --------------------- | ---------------------------- | -------------------------- | -------------- | --------------------- | ------------------- | --------------------- | -------------- | --------------------- | -------------- |
|             | Numero imprese attive | % Provinciale Imprese attive | % Regionale Imprese attive | Numero addetti | % Provinciale Addetti | % Regionale Addetti | Numero imprese attive | Numero addetti | Numero imprese attive | Numero addetti |
| Pescosolido | 51                    | 0,15%                        | 0,01%                      | 79             | 0,07%                 | 0,01%               | 57                    | 78             | 55                    | 85             |
| Frosinone   | 33.605                |                              | 7,38%                      | 106.578        |                       | 6,92%               | 34.015                | 107.546        | 35.081                | 111.529        |
| Lazio       | 455.591               |                              |                            | 1.539.359      |                       |                     | 457.686               | 1.510.459      | 464.094               | 1.525.471      |

Nel 2015 le 51 imprese operanti nel territorio comunale, che rappresentavano lo 0,15% del totale provinciale (33.605 imprese attive), hanno occupato 79 addetti, lo 0,07% del dato provinciale; in media, ogni impresa nel 2015 ha occupato un addetto (1,55).

## Infrastrutture e trasporti

### Strade
Distante circa 100 chilometri da Roma, è possibile raggiungerlo dapprima percorrendo l'autostrada Roma-Frosinone, poi la superstrada Frosinone-Sora e infine una normale e agibile strada di città.

## Amministrazione
Nel 1927, a seguito del riordino delle circoscrizioni provinciali stabilito dal regio decreto n. 1 del 2 gennaio 1927, per volontà del governo fascista, quando venne istituita la provincia di Frosinone, Pescosolido passò dalla provincia di Terra di Lavoro a quella di Frosinone.

### Altre informazioni amministrative
Fa parte della Comunità montana Valle di Comino, dell'Unione dei comuni del Lacerno e del Fibreno e del Consorzio di bonifica Conca di Sora.

## Sport

### Calcio
La principale squadra di calcio della città è Pescosolido Calcio che milita nel girone O laziale di categoria 2. L'associazione calcio Pescosolido, chiamati le aquile rosse abbandonò la serie D nel 2009 per mancanza di fondi.